# Marleen Mülla
Marleen Mülla (* 28. Juni 2001 in Rakvere) ist eine estnische Leichtathletin, die sich auf den Stabhochsprung spezialisiert hat.

## Sportliche Laufbahn
Erste internationale Erfahrungen sammelte Marleen Mülla beim Europäischen Olympischen Jugendfestival (EYOF) 2017 in Győr, bei dem sie im Stabhochsprung mit übersprungenen 3,40 m den zwölften Platz belegte. Im Jahr darauf erreichte sie bei den U18-Europameisterschaften ebendort mit 3,90 m den siebten Platz und qualifizierte sich damit für die Olympischen Jugendspiele in Buenos Aires, bei denen sie auf Rang vier gelangte. 2019 schied sie bei der Sommer-Universiade in Neapel ohne eine Höhe in der Qualifikation aus und auch bei den anschließenden U20-Europameisterschaften in Borås reichten 3,90 m nicht für den Finaleinzug. 2021 schied sie bei den U23-Europameisterschaften in Tallinn mit 4,05 m in der Qualifikationsrunde aus und anschließend begann sie ein Studium an der University of South Dakota in den Vereinigten Staaten. 2023 brachte sie bei der 2. Liga der Team-Europameisterschaft im Zuge der Europaspiele in Chorzów keinen gültigen Versuch zustande. Anschließend belegte sie bei den U23-Europameisterschaften in Espoo mit 4,30 m den fünften Platz. Im Jahr darauf verpasste sie bei den Europameisterschaften in Rom mit 4,40 m den Finaleinzug.
In den Jahren von 2019 bis 2022 wurde Mülla estnische Meisterin im Stabhochsprung im Freien sowie 2018, 2020 und 2021 auch in der Halle.